# Río Sena
El río Sena (en francés: Seineⓘ) es un curso de agua europeo de la vertiente atlántica que discurre únicamente por Francia. Con una longitud de casi 776 km es el tercero más largo del país —tras el Loira y el Ródano—. Drena una cuenca hidrográfica de 55 000 km² de ríos que cubre 94 500 km², o sea el 18 % del territorio francés. Tiene sus fuentes en varios manantiales a 470 m s. n. m. en la meseta de Langres, en el departamento de Côte-d'Or, en la región de Borgoña y desemboca en un amplio estuario en El Havre, en la bahía del Sena. 
Administrativamente, recorre cuatro regiones francesas —Borgoña-Franco Condado, Gran Este, Isla de Francia y Normandía— y catorce departamentos —Côte-d'Or, Aube, Marne, Seine-et-Marne, Essonne, Val-de-Marne, París, Hauts-de-Seine, Seine-Saint-Denis, Val-d'Oise, Yvelines, Eure, Sena Marítimo y Calvados—, de los que cuatro llevan su nombre.
Atraviesa algunas ciudades importantes —Troyes, Melun, Ruan— y especialmente la capital, París, que se ha desarrollado sobre sus dos márgenes, y en la que los recorridos en los típicos bateaux mouches son una atracción turística. Hay treinta y siete puentes parisinos que atraviesan el río, como el Pont Louis-Philippe y el Pont Neuf, este último erigido ya en año 1607. Cerca del estuario está el puente de Normandía, uno de los más largos puentes atirantados del mundo, que une El Havre con Honfleur
El fértil centro de su cuenca en Isla de Francia fue la cuna de la monarquía francesa y el núcleo del Estado nación francés.

## Geografía

### Curso
El curso del Sena se divide generalmente en cinco partes, desde la fuente hasta la desembocadura:
- (Petite Seine), desde la fuente hasta Montereau-Fault-Yonne (confluencia con el Yonne);
- el Alto Sena (Haute Seine), de Montereau-Fault-Yonne a París;
- la travesía a lo largo de París;
- el Bajo Sena (Basse Seine), de París a Ruan;
- el Sena marítimo (Seine maritime), de Ruan al canal de la Mancha.

El lago artificial del bosque de Oriente, aguas arriba de Troyes, y el lago del Der-Chantecoq, aguas arriba de Saint-Dizier se crearon en los años 1960 y 1970 para regular el flujo del río.
En Île-de-France y Normandía, el bajo gradiente del valle del Sena causó la formación de numerosos y profundos meandros, a veces de gran sinuosidad a lo largo de varias decenas de kilómetros. Por la misma razón, los efectos de la marea se hacen sentir en más de una centena de kilómetros, hasta la presa de Poses y se manifestaban en el fenómeno del macareo, llamado barre en Normandía. Dicho término fue popularizado por la novela La Barre-y-va de Maurice Leblanc perteneciente a las aventuras de Arsenio Lupin.
Las regiones y departamentos atravesados
Las regiones y departamentos atravesados son los siguientes, desde la fuente hasta la desembocadura: 
- en la región de Borgoña-Franco Condado: Côte-d'Or;
- en la región de Gran Este: Aube y Marne;
- en la región de Île-de-France: Seine-et-Marne, Essonne, Val-de-Marne,[4] París, Hauts-de-Seine, Seine-Saint-Denis, Val-d'Oise e Yvelines;
- en la región de Normandía: Eure, Sena Marítimo y Calvados (situado al final de la desembocadura).

De Source-Seine (antigua-Saint-Germain-Source-Seine) a Honfleur, hay 164 comunas ribereñas del Sena, entre ellas París, capital de Francia. Una de ellas, L'Île-Saint-Denis está enteramente situada en la isla homónima.

#### Las fuentes del Sena

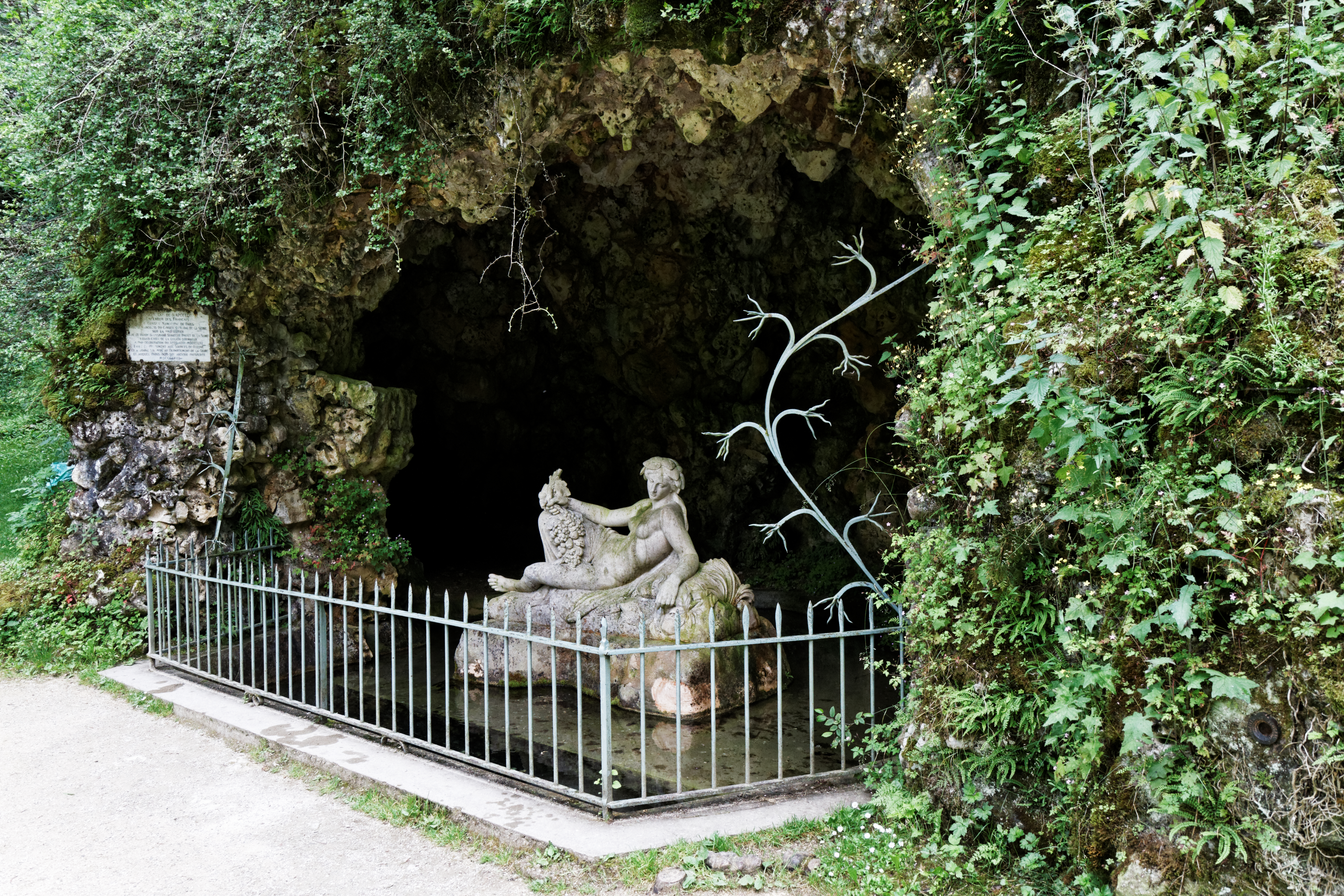
Fuente del Sena.

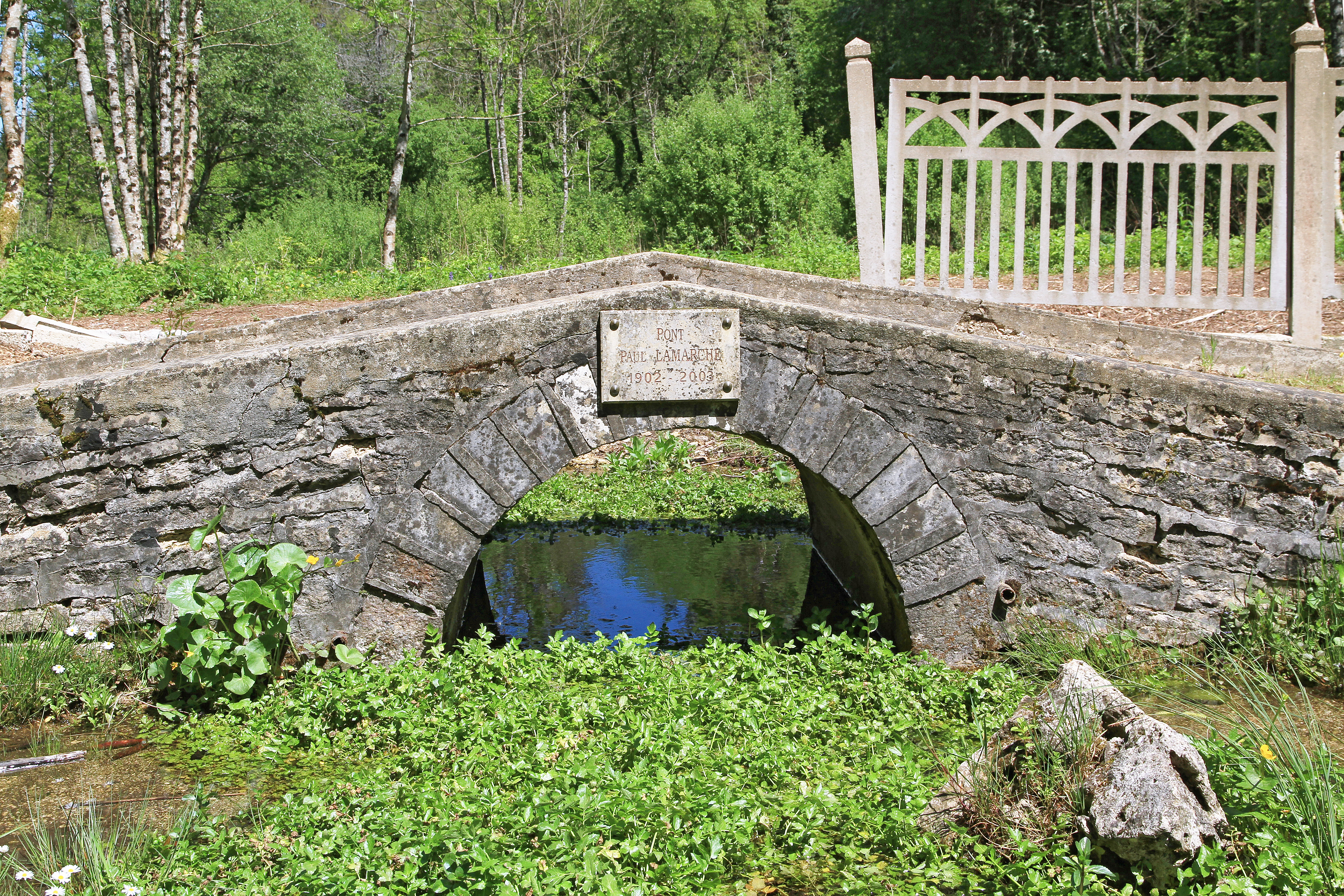
Primer puente sobre el Sena.

Las «fuentes oficiales» del Sena están situadas en el territorio de la comuna de Source-Seine (lit., 'Fuente-Sena') en la meseta de Langres a una altitud de 446 m. Las fuentes del Sena han sido propiedad de la ciudad de París desde 1864. Una cueva artificial fue construida el año siguiente para albergar la fuente principal y la estatua de una ninfa que simboliza el río. Sin embargo, la capital se desinteresó de ella y la parcela debería revenir a la antigua región de Borgoña que deseaba mejorar el sitio. También alberga los restos de un templo galorromano (actualmente enterrado). En el museo arqueológico de Dijon se exhiben objetos que testifican el culto a las fuentes del río (Dea Sequana).

### La cuenca hidrográfica del Sena
La cuenca hidrográfica del Sena con una superficie de 79 000 km² está casi en su totalidad dentro de la cuenca parisina, que desde un punto de vista geológico constituye una cuenca sedimentaria que adopta la forma de una cubeta abierta hacia el canal de la Mancha y el Atlántico. Esta cuenca está constituida por un apilamiento de formaciones geológicas con una pronunciada pendiente que converge hacia el centro y entre las cuales se interponen importantes formaciones acuíferas. El relieve de la cuenca del Sena generalmente no se eleva por encima de los 300 m, excepto en su margen sureste en el Morvan donde culmina a 900 m. La baja altitud media de la cuenca explica las pendientes bajas de los cursos de agua (entre 0,01−0,03 m/100 m) que fluyen hacia el oeste a medida que avanzan a través de las cuestas que se proyectan al este de la cuenca y luego incidiendo las mesetas del centro de la región.

### Hidrografía
La cuenca hidrográfica del Sena conoce un clima oceánico con un aporte constante de humedad transportada por los vientos predominantes del oeste. La pluviometría se encuentra entre 800−1100 mm en las regiones costeras, hasta los 550 mm en las regiones centrales por falta de relieve (altitud inferior a 200 m en Ile-de-France) con un mínimo en la Beauce para remontar en los márgenes orientales con un máximo de 1300 mm en el Morvan. El Sena y tres de sus principales afluentes —el Aube, el Marne y el Oise— que discurren en regiones con características similares (régimen oceánico, bajo relieve y geología idéntica) comparten el mismo régimen hidrográfico con un caudal máximo en enero y un mínimo en agosto. La cuenca parisina comprende 9 acuíferos que se intercalan entre los diferentes estratos geológicos. La red hidrográfica está conectada en varios puntos directamente al acuífero menos profundo: en función de la altura de las aguas alimenta o es alimentada por el Sena. Finalmente, la capa de aluvión, presente en los valles con un grosor de menos de 10 m, constituye una décima formación de acuíferos muy productivos.

### Principales afluentes

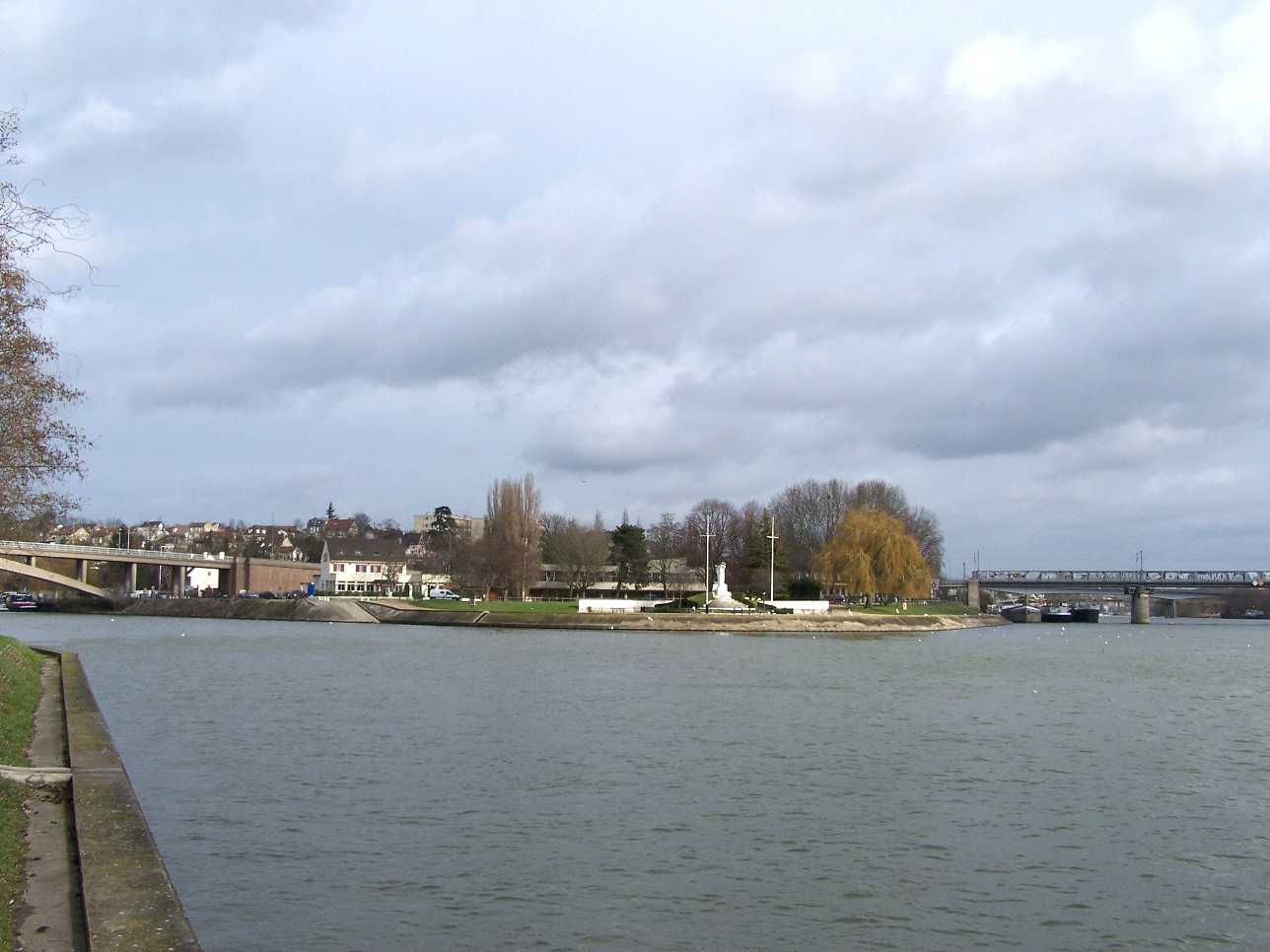
Conflans-Sainte-Honorine, situada en la confluencia del Oise y el Sena.

Sigue aquí una lista de los afluentes directos principales del Sena (longitud de más de 100 km, o vertiente de más de 1000 km² o caudal medio (módulo) conocido más cerca de la confluencia mayor de 10 m³/s) y situados con su confluencia por la distancia (km) con el borde occidental del estuario del Sena (49°26′14″N 0°6′33″E / 49.43722, 0.10917) según su flujo aguas abajo, por la altitud (m) (del nivel del agua en caudal medio, estimado en el mejor a partir de un mapa topográfico), por el banco, por el nombre del departamento (si inter límite aguas arriba), por la comuna del punto de confluencia, por las coordenadas luego con 3 datos comparables para el Sena (justo aguas arriba de la confluencia): 
| Afluente | Afluente | Afluente | Afluente     | Situación de la confluencia | Situación de la confluencia | Situación de la confluencia | Situación de la confluencia | Situación de la confluencia | Situación de la confluencia              | Sena     | Sena   | Sena         |
| Nombre   | Longitud | Cuenca   | Caudal medio | Distancia                   | Altitud                     | Margen                      | Departamento                | Comuna                      | Coordenadas                              | Longitud | Cuenca | Caudal medio |
| -------- | -------- | -------- | ------------ | --------------------------- | --------------------------- | --------------------------- | --------------------------- | --------------------------- | ---------------------------------------- | -------- | ------ | ------------ |
| Ource    | 100      | 736      | 8,6          | 666,8                       | 156                         | derecha                     | Aube                        | Bar-sur-Seine               | 48°5′47″N 4°22′49″E / 48.09639, 4.38028  | 108      |        | 14,5         |
| Aube     | 248,3    | 4660     | 41           | 553,2                       | 72                          | derecha                     | Marne                       | Marcilly-sur-Seine          | 48°33′40″N 3°43′00″E / 48.56111, 3.71667 | 221,6    | 4000   | 33           |
| Yonne    | 292,3    | 10 836   | 93           | 467,3                       | 49                          | izquierda                   | Seine-et-Marne              | Montereau-Fault-Yonne       | 48°23′20″N 2°57′27″E / 48.38889, 2.95750 | 307,5    | 10 300 | 92,7         |
| Loing    | 166      | 4150     | 19           | 453,6                       | 45                          | izquierda                   | Seine-et-Marne              | Saint-Mammès                | 48°23′13″N 2°48′9″E / 48.38694, 2.80250  | 321,2    | 21 200 |              |
| Essonne  | 97,2     | 1870     | 8,4          | 400,3                       | 34                          | izquierda                   | Essonne                     | Corbeil-Essonnes            | 48°36′53″N 2°28′52″E / 48.61472, 2.48111 | 374,5    |        |              |
| Yerres   | 97,5     | 1030     | 3,5          | 382,9                       | 32                          | derecha                     | Val-de-Marne                | Villeneuve-Saint-Georges    | 48°43′35″N 2°26′37″E / 48.72639, 2.44361 | 391,9    | 29 740 |              |
| Marne    | 514      | 12 920   | 110          | 371,4                       | 29                          | derecha                     | Val-de-Marne                | Alfortville                 | 48°49′00″N 2°24′38″E / 48.81667, 2.41056 | 403,4    | 30 800 | 217          |
| Oise     | 341,1    | 16 667   | 110          | 294,6                       | 22                          | derecha                     | Yvelines                    | Conflans-Sainte-Honorine    | 48°59′14″N 2°04′17″E / 48.98722, 2.07139 | 480,2    | 44 700 |              |
| Epte     | 113      | 1490     | 9,8          | 220,1                       | 14                          | derecha                     | Yvelines                    | Limetz-Villez               | 49°3′42″N 1°31′41″E / 49.06167, 1.52806  | 554,7    | 63 100 |              |
| Eure     | 228,7    | 6017     | 26,2         | 158,2                       | 4,5                         | izquierda                   | Eure                        | Saint-Pierre-lès-Elbeuf     | 49°17′42″N 1°2′23″E / 49.29500, 1.03972  | 616,6    |        |              |
| Risle    | 145      | 2300     | 14           | 17,8                        | 2                           | izquierda                   | Eure                        | Saint-Samson-de-la-Roque    | 49°26′22″N 0°22′19″E / 49.43944, 0.37194 | 757      |        |              |

Diagrama comparativo de las cuencas hidrográficas de los principales afluentes, de más de 1000 km2:

### ¿El Yonne o el Sena?
Según la definición de confluencia, el curso de agua que entra en una confluencia con el flujo anual más alto (módulo) da su nombre a la corriente que sale de esa confluencia. Según esta definición, no sería el Sena, sino el Yonne, el curso principal de la cuenca parisina. De hecho, en su confluencia en Montereau-Fault-Yonne, el Yonne tiene un caudal y una cuenca superior a los del Sena (respectivamente, 93 m³/s y cerca de 10 800 km² para Yonne, mientras que el Sena tiene un caudal de 80 m³/s y 10 300 km²). La misma situación prevalece aguas arriba con el Aube cuya cuenca es de 4700 km², con un caudal de 41 m³/s, frente a los 4000 km² y 33 m³/s para el Sena. Es por lo tanto, por una cuestión cultural e histórica por lo que se habla de la cuenca del Sena. Esta situación se encuentra también entre el Saona y el Doubs.

### Aspectos geológicos
Es posible que el Loira haya sido, hasta el Mioceno o el Plioceno, un afluente del Sena al que se uniría por el curso del actual Loing. El Sena atravesaba entonces una vasta penillanura de naturaleza arcillosa bajo un clima subtropical. Hace tres millones de años, la región sufrió un reenfriamiento y un levantamiento debido al empuje de las cadenas pirenaicas y alpinas en el sur. Las glaciaciones de la era cuaternaria provocaron la caída de los niveles de los mares y océanos, de modo que el Sena «se jetait alors au large de la Bretagne actuelle (la Manche était un fleuve». Este período se caracterizó por la migración de los meandros del río, aún visibles en Normandía, y por una intensa erosión allanando las mesetas y formando terrazas aluviales. El aspecto actual del Sena se remonta al final de la última glaciación, hacia 12000 a. C..

## Hidrología
Aunque las precipitaciones están bien distribuidas durante el año, el Sena y sus afluentes pueden experimentar periodos de estiaje severos al final del verano o por el contrario importantes crecidas en invierno. Las crecidas son de dos tipos: crecidas rápidas en las partes aguas arriba de la cuenca como resultado de fuertes precipitaciones y crecidas lentas en los valles aguas abajo que siguen a episodios lluviosos prolongados. Con el fin de controlar las inundaciones y los flujos bajos, se han llevado a cabo importantes trabajos de regulación en la parte superior del curso del Sena y sus afluentes. Su caudal medio en París es de unos 328 y puede superar los 1600 durante los períodos de crecida. Cuatro grandes lagos reservorios fueron creados entre 1960 y 1990 en el Sena (Lago de Oriente), en el Marne (lago del Der-Chantecoq), el Aube (lago de Amance y lago de Auzon-Temple) y el Yonne (lago de Panneciere ampliado que ya alimentaba el canal del Nivernais en el siglo XIX). Estos lagos, que constituyen una reserva de 800 millones de metros cúbicos, permiten absorber las crecidas y simultáneamente garantizar un flujo mínimo de agua baja. Son administrados por una institución pública, la institución interdepartamental de presas-embalses de la cuenca del Sena.
| Caudal medio mensual del Sena en la estación de Poissy (en m³/s. Datos calculados para una cuenca de 61 820 km² y a 17 m de altitud, en el período de 36 años, 1975-2010) |
| |

## Navegación

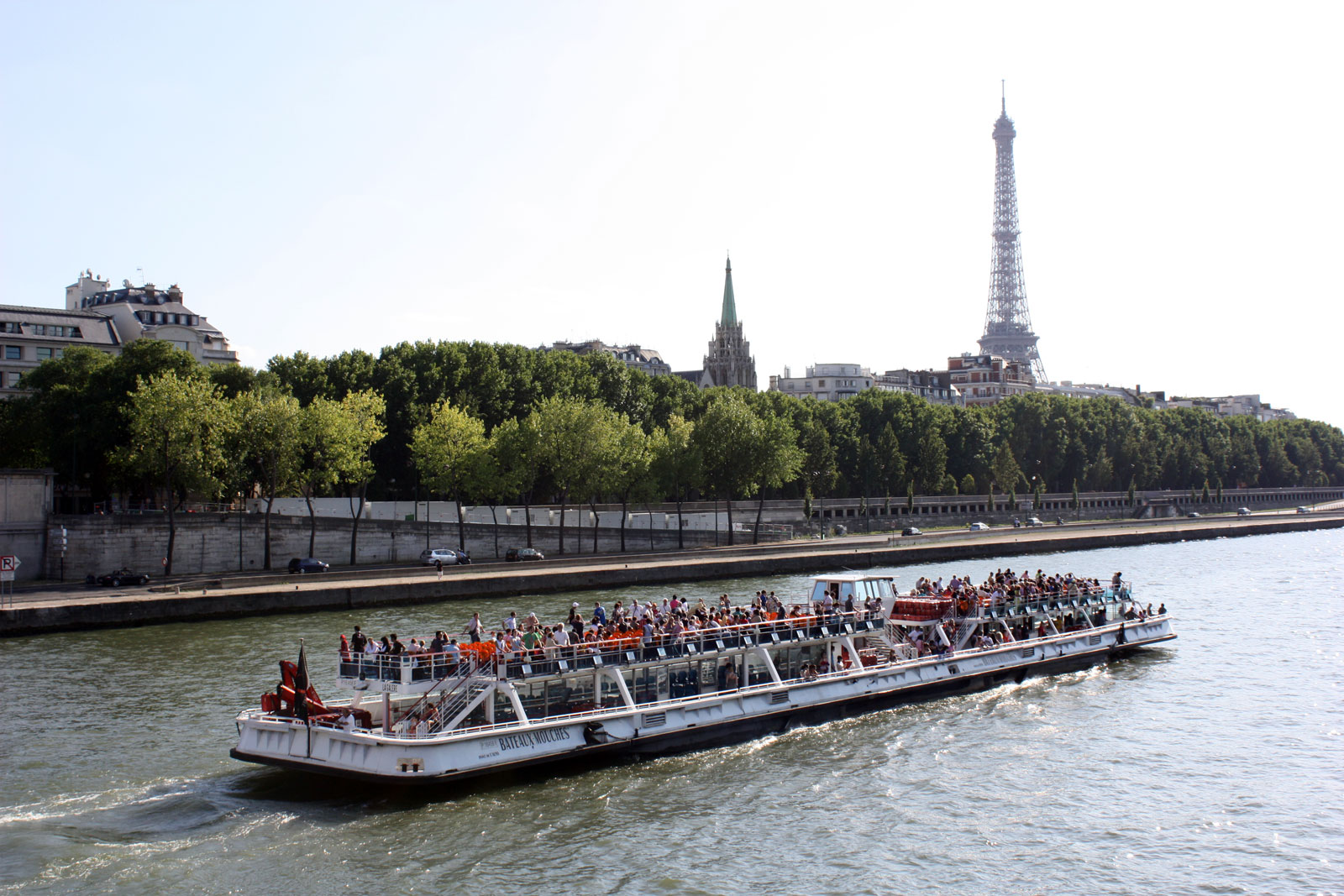
Bateau mouche en el Sena.

El Sena se draga, y buques transatlánticos pueden atracar en Ruan, a 120 kilómetros del mar. Las barcas comerciales pueden utilizar el río desde Bar-sur-Seine, a 560 kilómetros de su desembocadura. En París, el río queda a solo 24 m s. n. m., a 445 kilómetros de su desembocadura, haciéndole fluir lento y así resulta fácilmente navegable. Tiene 777 kilómetros de largo y fluye hacia el océano Atlántico.
La sección del río sensible a las mareas, desde Le Havre hasta más allá de Ruan, es seguida por una sección canalizada con cuatro grandes esclusas múltiples hasta la desembocadura del río Oise en Conflans-Sainte-Honorine. Entonces otras dos esclusas múltiples en Bougival/Chatou y en Suresnes alzan los barcos al nivel del río en París, donde se ubica la desembocadura del río Marne. Corriente arriba de París más esclusas aseguran la navegación a Saint Mammès (donde desemboca el Loing). A través de una octava esclusa se alcanza el río Yonne en Montereau. De la desembocadura del Yonne, naves más grandes pueden continuar remontando el Sena hasta Nogent-sur-Seine. Desde allí en adelante, el río solo es navegables para embarcaciones pequeñas. Toda forma de navegación acaba precipitadamente en Marcilly-sur-Seine, donde el antiguo canal del Alto Sena solía permitir que las embarcaciones continuaran hasta Troyes. Este canal se ha abandonado durante muchos años.
Hasta que se instalaron las esclusas para elevar artificialmente el nivel del río en los años 1800, el río era mucho menos profundo, y consistía solo en un pequeño canal de flujo continuo bordeado por riberas arenosas, representado en muchas ilustraciones de la época. Actualmente la profundidad se controla estrechamente, lo que permite que esté el cauce lleno de agua, de flujo lento normalmente, pero más rápido tras períodos de lluvia intensa. Hay unas presas especiales corriente arriba que ayudan a mantener un nivel constante del río.

## Calidad del agua
Periódicamente, los sistemas de alcantarillado de París experimentan un fallo conocido como «desbordamiento de alcantarillado sanitario», a menudo en épocas de lluvia intensa. En estas condiciones, las aguas residuales sin tratar se vierten directamente al Sena. Como resultado se produce un déficit de oxígeno, causado principalmente por la bacteria alóctona de tamaño mayor que un micrómetro. La actividad específica de esta bacteria de aguas residuales es típicamente de tres a cuatro veces mayor que la de la población bacteriana autóctona. El nivel de pH del Sena medido en el Pont Neuf alcanza 8,46.
Desde una ordenanza dictada en 1923, está prohibido bañarse en el Sena a causa de la contaminación. Sin embargo, en 2009 el salmón atlántico estaba volviendo al Sena tras casi un siglo de ausencia. Entonces, la mejora de la calidad del agua del Sena, que había llevado a la especie protegida a volver al río.

## El Sena en París
El Sena divide la ciudad de París en dos partes distintas: la margen u orilla derecha y la margen u orilla izquierda. Los dos nombres cubren la totalidad de los distritos de París de cada lado del río. A su paso por la ciudad, el Sena se cruza por 37 puentes desde Charenton hasta Javel, en las inmediaciones de Boulogne-Billancourt.

### Historia

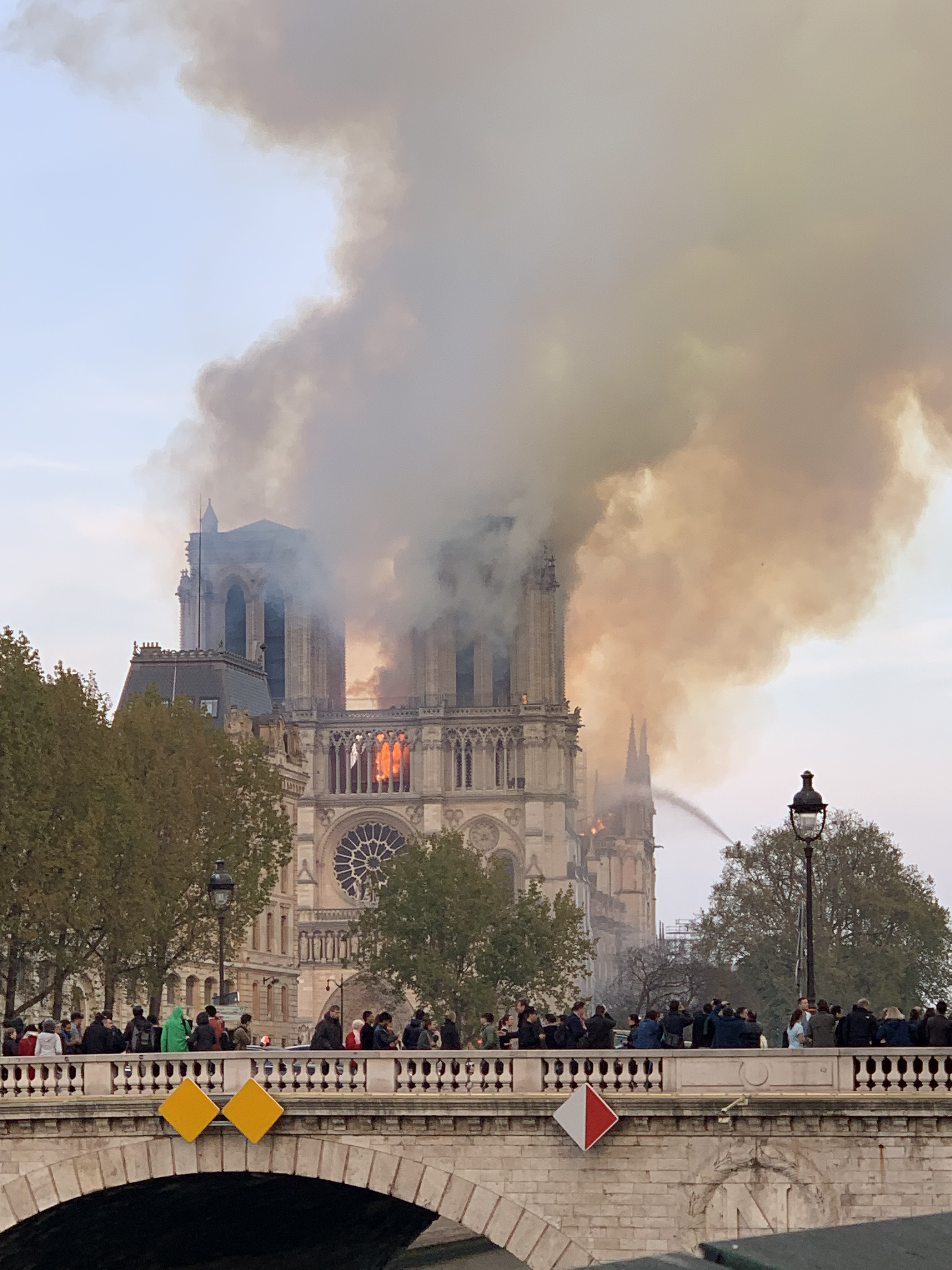
Incendio de la catedral de Notre Dame de París en 2019. Los transeúntes observan desde el Petit-Pont.

En la Île de la Cité y la Île Saint-Louis se fundó Lutecia, la ciudad romana que daría lugar a la actual París. En torno a ellas y sus riberas la ciudad se ha desarrollado a través de los siglos. El primer puente fue construido en la época de Julio César.
En varios de los edificios que bordean el río se han desarrollado acontecimientos de relevancia internacional. Tal es el caso del coronamiento como Emperador de Napoleón I en la Catedral de Notre Dame en 1804. También se destaca la Declaración Schuman, pronunciada en la sede del Ministerio de Asuntos Exteriores en 1950. La Comisión Europea reconoce esta declaración como momento fundacional de la Unión Europea (UE).
Sin embargo, fue en el Palacio de las Tullerías en la orilla derecha del Sena que se estableció la residencia real de varios soberanos en París (Enrique IV, Luis XIV, Luis XV, Luis XVI, pero también Luis XVIII, Carlos X y luego Luis Felipe), e imperial (Napoleón I y luego Napoleón III). Además, también fue sede de la Primera República y El Consulado. Su papel como sede oficial del poder francés continuó hasta la destrucción del edificio tras el incendio provocado durante la Comuna de París de 1871.
El Sena también ha sido escenario de acontecimientos dramáticos de la ciudad. Así, durante la Matanza de San Bartolomé en 1572, numerosos cadáveres de hugonotes fueron arrojados al Sena, pero algunos de ellos fueron recuperados río abajo y enterrados. Ya durante El Terror (1793) de la Revolución francesa, en la Plaza de la Concordia fueron ejecutados el Rey Luis XVI, su esposa María Antonieta y Maximilien Robespierre, entre otras numerosas de víctimas. Más recientemente, algunas de las víctimas de la matanza de París de 1961 se ahogaron en el Sena después de ser lanzadas desde el Pont Saint-Michel y otros lugares de París. Además, el río es un lugar popular para los suicidios y para disponer de los cuerpos de víctimas de asesinato.
Por otra parte, tras seis años de trabajo, se inauguró en 1967 la Voie Georges-Pompidou de 13 kilómetros para el tránsito vehicular a largo del río: cinco en las orillas, ocho en los muelles y tres bajo tierra. Sin embargo, en los años 2010, durante la administración de la alcaldesa Anne Hidalgo se realizó la peatonalización de la vía.

#### Crecidas

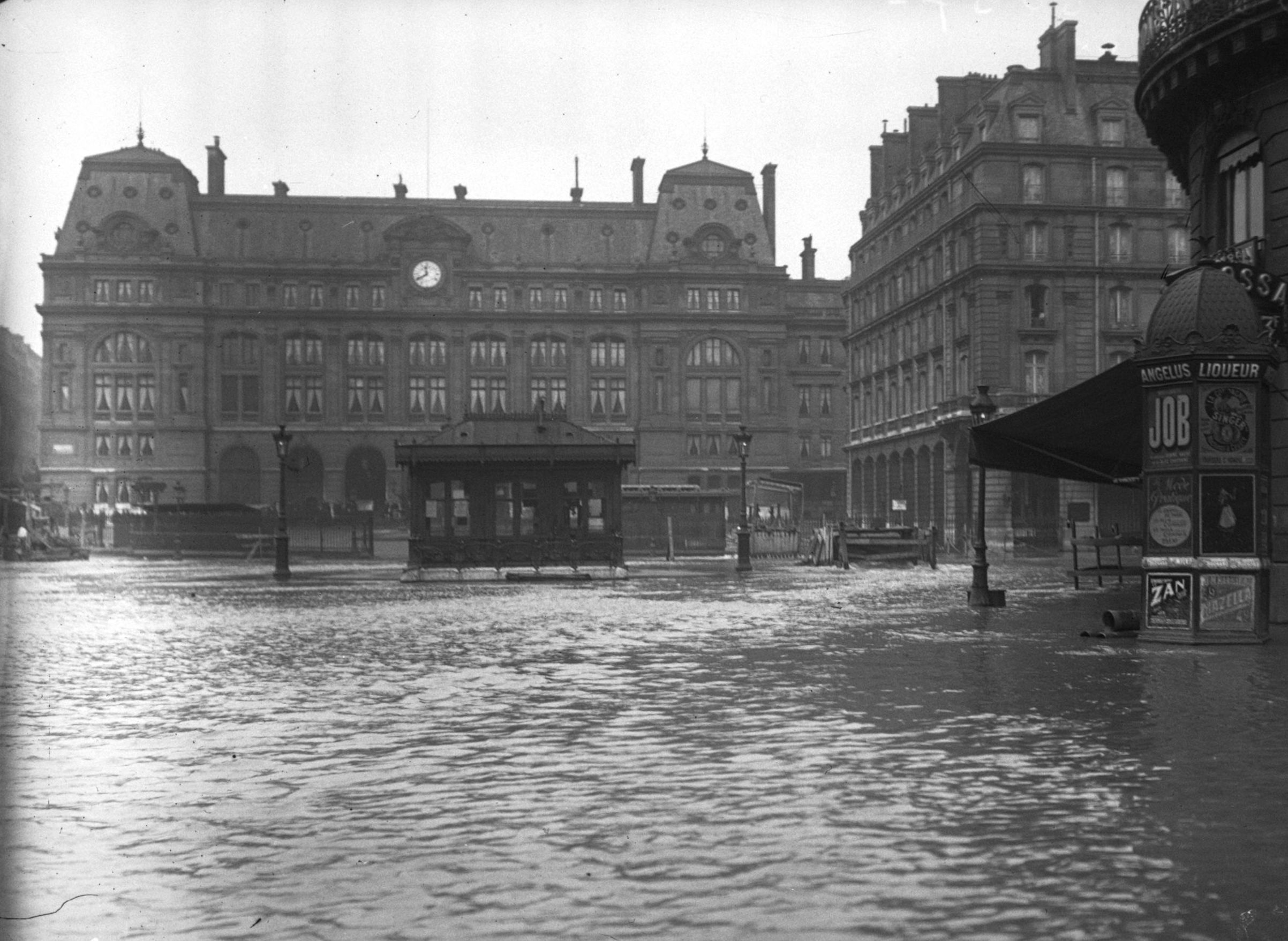
La Estación Saint-Lazare durante la inundación de París de 1910.

En París, las crecidas más antiguas conocidas del Sena han sido relatadas por Juliano (crecida de 358) y Gregorio de Tours (febrero de 582). Desde 1876, las crecidas se miden con escala hidrométrica instalada en el puente de Austerlitz. Aunque el indicador popular de la altura de las aguas del Sena es la estatua del Zouave del puente del Almá, esta medida no es fiable debido a que en la década de 1970 la estatua fue elevada por una reforma arquitectónica, de modo que no se pueden comparar las crecidas actuales con las antiguas.
Durante la inundación de París de 1910, el agua alcanzó la altura récord de 8,68 ms y un caudal de 2600 m³/s. El Sena de nuevo se alzó a niveles amenazantes en los años 1924, 1955, 1982 y 1999-2000. En el presente siglo la mayor crecida del Sena fue la del 28 de mayo al 4 de junio de 2016. El nivel del agua subió hasta 6,10 metros en la noche del 3 al 4 de junio, con un caudal de 1800 m³/s. Esta es la mayor crecida que afectó a París desde hace más de 30 años. Sin embargo, no superó los 6,18 metros de 1982. El 29 de enero de 2018 el Sena vuelve a crecer con un caudal de 1720 m³/s y una altura de 5,88 metros. En todas estas situaciones se ha desbordado, pero no en la ciudad de París, sino en su área metropolitana.
Después de una alerta de inundación de primer nivel en 2003, alrededor de 100 000 obras de arte fueron trasladadas fuera de París, la mayor recolocación de arte desde la Segunda Guerra Mundial. Gran parte del arte de París se mantiene en almacenes subterráneos que podrían inundarse. Un estudio de 2002 elaborado por el gobierno francés afirmó que la peor de las posibilidades en caso de inundación del Sena costaría 10 000 millones de euros, cortar el servicio telefónico de un millón de parisinos, dejar a 200 000 sin electricidad y a 100 000 sin gas.

### Patrimonio de la Humanidad
El Sena es conocido a nivel mundial ya que es el río que atraviesa París (Francia). Varios de los edificios y monumentos más importantes de la ciudad se pueden apreciar paseando por el río. Tal es el caso de la torre Eiffel, el Museo del Louvre, la Défense, la catedral Notre Dame de París, o la Biblioteca François Mitterrand. Precisamente por ello, desde el año 1991 «París, riberas del Sena» es un Lugar incluido en el Patrimonio de la Humanidad al considerar la Unesco que, 

desde el Louvre hasta la torre Eiffel, desde la plaza de la Concordia hasta el Grand y el Petit Palais, la evolución de París y de su historia pueden verse desde el Sena. La catedral de Nuestra Señora y la Santa capilla son obras maestras de la arquitectura, mientras que los amplios barrios y bulevares de Haussmann influyeron en el urbanismo de todo el mundo a finales del siglo XIX y durante el XX.

## El Sena y el arte

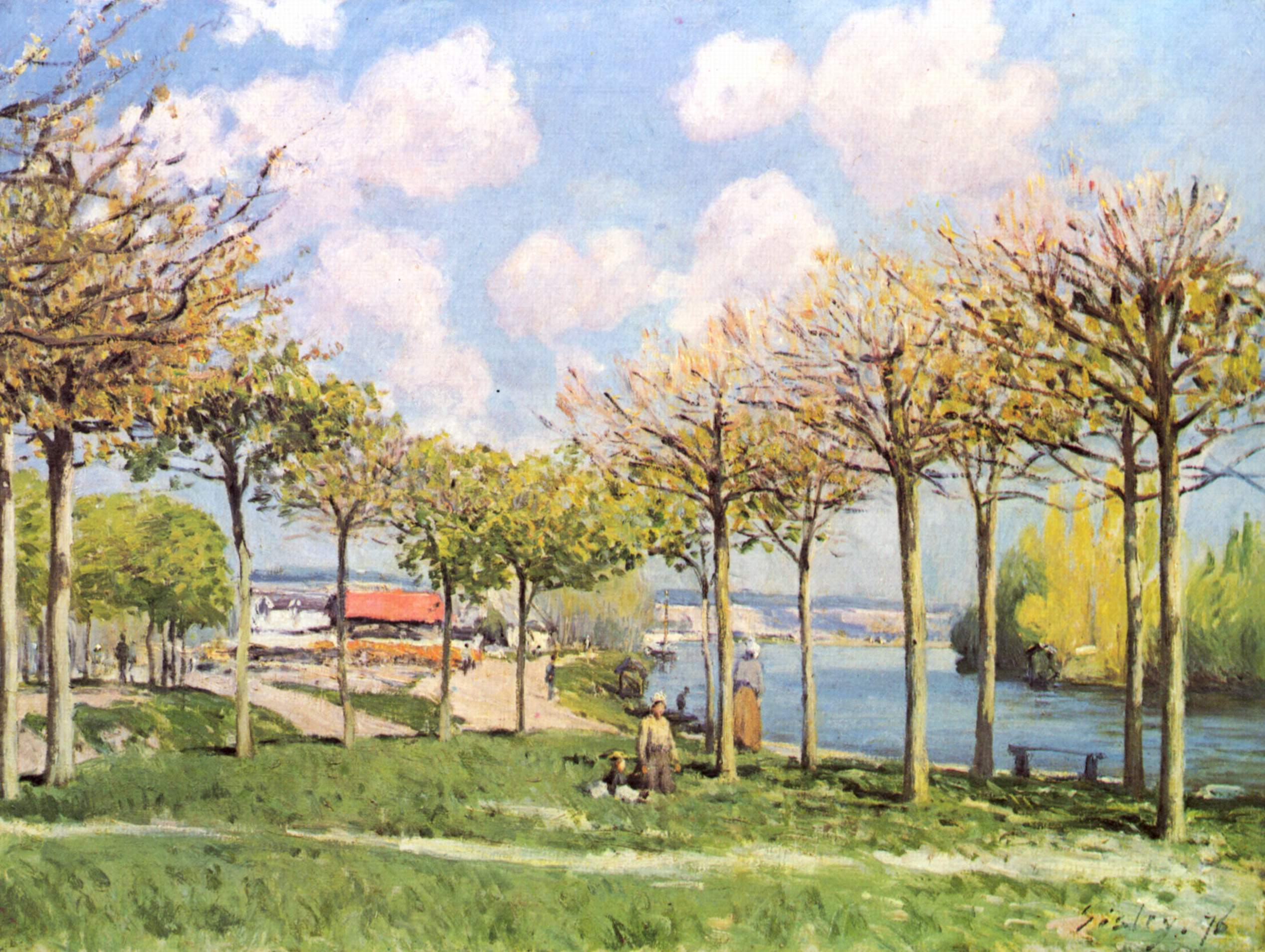
El Sena en Bougival, de Alfred Sisley (Museo Metropolitano de Arte).

El Sena ha inspirado a numerosos pintores, sobre todo de los siglos XIX y XX:
Richard Parkes Bonington, Joseph Mallord William Turner, Camille Corot, Eugène Isabey, Charles-François Daubigny, Eugène Boudin, Johan Barthold Jongkind, Claude Monet, Frédéric Bazille, Vuillard, Vallotton, Dufy, Othon Friesz, Albert Marquet, entre otros. El famoso bandoneonista Astor Piazzolla le ha dedicado el tango Río Sena.
En la novela de Victor Hugo Los miserables, Jean Valjean escapa de las alcantarillas en las orillas del Sena. Esperándole allí está el inspector Javert, quien a su pesar le permite escapar. Javert, contemplando lo que acaba de hacer, decide arrojarse al río para morir.
La máscara mortuoria de la «La desconocida del Sena» ha inspirado a varios artistas, y en 1958 un médico austriaco que revolucionó la medicina con su método de reanimación boca a boca, decidió enseñar su técnica con un maniquí, y eligió el rostro de la máscara para el mismo. Así nació el Resusci Anne.